# Codrington (Antigua och Barbuda)
Codrington är en parishhuvudort i Antigua och Barbuda.   Den ligger i parishen Barbuda, i den norra delen av landet, 60 kilometer norr om huvudstaden Saint John's. Codrington ligger 6 meter över havet och antalet invånare är 1 325.
Terrängen runt Codrington är platt. Havet är nära Codrington åt sydväst. Trakten är glest befolkad. Det finns inga andra samhällen i närheten. 
Omgivningarna runt Codrington är en mosaik av jordbruksmark och naturlig växtlighet.